# Vaye
Vaye (en italien, Vaie), est une commune italienne de la ville métropolitaine de Turin dans la région Piémont en Italie.

Avant la période fasciste le nom officiel était Vayes.

## Administration
| Période                                  | Période | Identité          | Étiquette | Qualité |
| ---------------------------------------- | ------- | ----------------- | --------- | ------- |
|                                          |         | Lionello Gioberto |           |         |
| Les données manquantes sont à compléter. |         |                   |           |         |

### Hameaux
Folatone, Mura, Molé

### Communes limitrophes
Condoue, Saint-Antonin, L'Écluse, Coazze